# 韓紹
韓紹（1540年—？），字光祖，號懷愚，浙江湖州府歸安縣軍籍，烏程縣人，明朝政治人物。

## 生平
隆慶元年（1567年）丁卯科浙江鄉試第五十九名舉人。隆慶五年（1571年）中式辛未科會試第一百二十二名，三甲第二百六十五名進士。礼部觀政，授宁德知县，萬曆元年（1573年）调長樂知县，萬曆五年（1577年）閏八月选授刑科给事中，七年丁憂歸。九年十二月復除吏科，升本科右给事中，十年四月升兵科左，十一年正月升廣東布政司左參議，十二年十一月升广西副使，十五年十一月升江西左参政，管粮带催料价，二十年考察降用。
萬曆二十四年（1596年）正月降补湖广副使，二十七年正月升陕西行太仆寺卿兼按察司佥事，二十九年考察降用。

## 家族
曾祖韓茂；祖父韓繼；父韓志孝，母李氏。慈侍下。弟韓熺、韓烜。